# Dipetalonema spirocauda
Dipetalonema spirocauda är en rundmaskart som först beskrevs av Joseph Leidy 1858. Enligt Catalogue of Life ingår Dipetalonema spirocauda i släktet Dipetalonema och familjen Setariidae, men enligt Dyntaxa är tillhörigheten istället släktet Dipetalonema och familjen Onchocercidae. Arten är reproducerande i Sverige. Inga underarter finns listade i Catalogue of Life.